# Aéroport municipal d'Elliot Lake
L'aéroport municipal d’Elliot Lake est un aéroport situé en Ontario, au Canada.